# Padra
Padra är en ort i Indien.   Den ligger i distriktet Vadodara och delstaten Gujarat, i den västra delen av landet, 800 km sydväst om huvudstaden New Delhi. Padra ligger 34 meter över havet och antalet invånare är 36 499.
Terrängen runt Padra är mycket platt. Runt Padra är det mycket tätbefolkat, med 1 754 invånare per kvadratkilometer. Närmaste större samhälle är Vadodara, 14,3 km nordost om Padra. Trakten runt Padra består till största delen av jordbruksmark.